# Comisario apostólico
Se denomina Comisario apostólico a la persona que recibe del pontífice una comisión, delegación, mandato o encargo oficial, ya para informar en un asunto de gracia o de justicia, ya para juzgar y sentenciar en un negocio o causa, llevando si así se le facultó a ejecución lo juzgado, ya para solo esto último, ya en fin, para ejecutar cualquiera gracia, concesión, declaración o decreto pontificio, contenidos en breve, bula o rescripto de igual clase. 
No es, por lo tanto, fácil determinar taxativamente las clases de comisarios apostólicos, supuesta la multitud y variedad de comisiones que, según los casos y circunstancias, pueden emanar del Pontífice, ya como obispo de Roma, ya como cabeza de la Iglesia universal, pudiendo decirse que la enunciativa comisario apostólico corresponde en la ideología, según su especie, a las de Sede Apostólica, delegados, legados, nuncios, vicarios, visitadores y otros auxiliares, que llevan igualmente el dictado de apostólicos, por analogía con el de apostólica, que corresponde en general a la Iglesia Cristiana y por antonomasia, a la Romana.
La voz comisario en sí no expresa sino un encargado del Papa para algún negocio eclesiástico pero no la clase de la comisión, o encargo. Para que este sea conocido, es necesario expresarlo, como comisario de cruzada, comisario del breve, etc.
Los tratadistas y expositores del derecho eclesiástico teniendo, sin duda, en cuenta lo genérico de la voz que sirve de epígrafe a este artículo, solo distinguen dichos comisarios en dos clases principales: 
- una, la de los que están encargados de juzgar, a los cuales se da el nombre específico de delegados, en cuanto lo son por lo común, para asuntos de justicia o en que se versa la jurisdicción
- otra la de los ejecutores, en cuanto se nombran, también por lo general, para asuntos de gracia y solo tienen el encargo de llevar a efecto lo juzgado, mandado o concedido, según los términos expresos en el documento de comisión.

Por ahora basta observar, que el comisario apostólico, generalmente hablando y según práctica, es o debe ser persona constituida en dignidad eclesiástica. Que no pueden denominarse tales sino aquellos que hayan recibido de la Silla Apostólica comisión o sido nombrados para este cargo, el cual puede ser temporal o perpetuo, conforme a la entidad y duración del asunto que lo motiva; y así es de comprender en vista de las diversas clases de comisarios.
Notaremos que la potestad, atribuciones y representación de los comisarios apostólicos han de determinarse ante todo por el tenor del breve, despacho o documento de la comisión. Y además y en caso de duda o perplejidad, por el derecho común, por la jurisprudencia y disciplina general y por la jurisprudencia y disciplina particular del caso en cada país o diócesis.
Por lo demás hay comisarios en lo eclesiástico, no apostólicos como por ejemplo, el comisario de los Santos lugares o de la obra pía de Jerusalén, que en España lo han sido por mero nombramiento de la Corona y hoy lo es del mismo modo un mero ciudadano o de la clase lega.